# Hieronymus Übelbacher

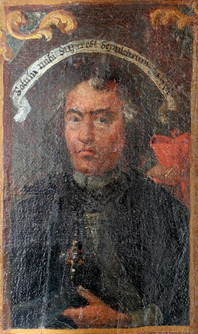
Hieronymus Übelbacher

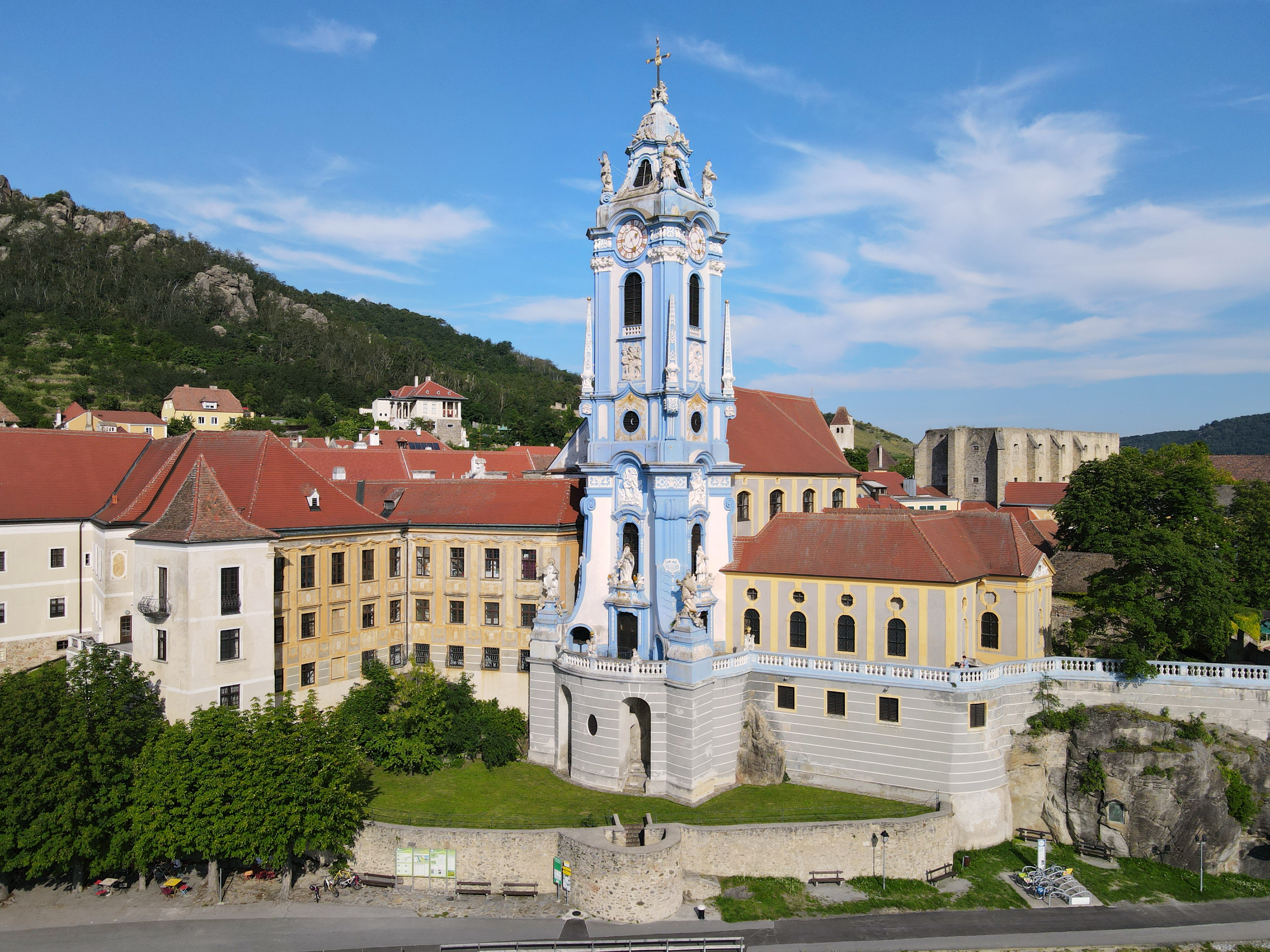
Stift Dürnstein, barockisiert unter Hieronymus Übelbacher

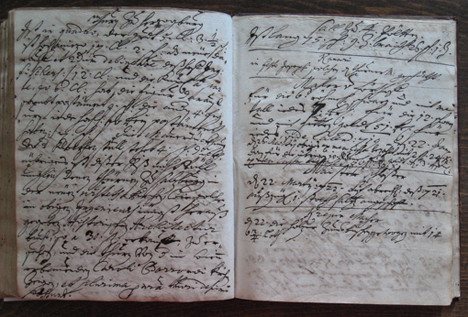
Doppelseite aus dem Kalender Übelbachers von 1721

Hieronymus Übelbacher (* 1674 in Hollabrunn; † 13. Jänner 1740 in Dürnstein) wurde 1710 zum Propst von Stift Dürnstein gewählt.
1693 trat er als Achtzehnjähriger zu einem Probejahr in das Stift Dürnstein ein und legte 1694 sein Ordensgelübde ab.
Das Philosophie-Studium  in Olmütz schloss Übelbacher 1697 als Primus mit dem Doktortitel ab.
Seine weiteren Studien führten ihn nach Wien, wo er 1700 seine öffentliche Disputation der gesamten Theologie mit großem Erfolg hielt.
Nach dem Tod von Propst Godefrid von Haslingen wurde Hieronymus Übelbacher am 15. Juni 1710  zum 30. Propst des Stiftes Dürnstein einstimmig gewählt.
Am 21. August 1710 graduierte Propst Übelbacher in Wien zum Doktor der Theologie.
Hieronymus Übelbacher war äußerst gebildet, die Universität Wien verlieh ihm den Purpur eines Doctors der heiligen Schrift.
1715 begann er mit der Barockisierung des Augustiner-Chorherrenstiftes. Von ihm stammt das theologische Gesamtkonzept des Umbaus und der Entwurf eines einheitlichen Ausstattungsprogramms. Leitender Baumeister war Joseph Munggenast unter Verwendung von Entwürfen Jakob Prandtauers und Matthias Steinls.
Den Umbau von Dürnstein zeichnet vor allem der äußerst ökonomische Umgang mit vorhandener Bausubstanz aus. So wurden bestehenden Bauten Korridore und Gänge vorgeblendet, um ein einheitliches Erscheinungsbild zu erreichen. Auch die Stiftskirche entstand unter Verwendung von Teilen des gotischen Vorgängerbaus.
Übelbacher führte jahrelang Schreibkalender, in denen er Termine, Erlebnisprotokolle und tagebuchartige Notizen bis hin zu Witzen und Rezepten auf Deutsch und Latein eintrug. 14 dicht beschriebene Kalender sind im Stiftarchiv Herzogenburg erhalten. Die Texte wurden 2013 erstmals in Buchform veröffentlicht.
Am 13. Jänner 1740 starb Propst Hieronymus Übelbacher und wurde in der Krypta des Stiftes Dürnstein bestattet.